# Contenu généré par les utilisateurs
Pour les articles homonymes, voir CGU.
Le contenu généré par les utilisateurs (CGU, en anglais user-generated content, ou UGC) fait référence à un ensemble de « contenus », c'est-à-dire des documents de différents types, comme des images, des vidéos, des textes ou des audios, qui sont destinés à la télédiffusion. Ces contenus sont directement créés ou modifiés par les utilisateurs des plateformes en ligne. Le CGU s'oppose aux contenus médiatisés par les entreprises de média traditionnelles, dans lesquelles le public n'intervient pas en tant qu'acteur de la production ou de la télédiffusion.
L’Internet favorise la diffusion du CGU car il permet la diffusion simple et rapide, voire synchronique, de contenus. L'usage du terme s'est répandu pendant les années 2000 dans les milieux du Web 2.0.
Cette tendance est la conséquence de la démocratisation des moyens de production audiovisuelle grâce aux nouvelles technologies. Parmi ces moyens, on peut citer la vidéo numérique, les médias sociaux, les blogs, le podcasting, la téléphonie mobile ainsi que les Wikis.
Le CGU peut être considéré à la base d’un virage médiatique de la société. Ce phénomène a été reflété par un numéro de l’année 2006 du Time Magazine, qui a nommé « Vous » la personnalité de l’année.
La création et la publication de contenus générés par les utilisateurs sont caractéristiques des médias sociaux et font partie de leur définition selon Andreas Kaplan et Michael Haenlein.
Les opérateurs de plateformes de contenu généré par les utilisateurs, en particulier les services de réseau social comme Facebook, peuvent s'approprier ce contenu par le biais de licences plus ou moins restrictives. Cette appropriation fait l'objet d'un débat de société. Certains vont même jusqu'à parler d'une nouvelle forme d'esclavage moderne.
Wikipédia elle-même constitue un exemple achevé de contenu généré par les utilisateurs. Le journalisme citoyen en est un autre.

## Définition
Il existe des nombreux types CGU comme les forums Internet, les blogs, les wikis tels que Wikipédia entre autres. Souvent le CGU est inscrit dans des plateformes telles que les réseaux sociaux (comme Facebook, Instagram, Tumblr, Twitter par exemple) où les utilisateurs interagissent via le chat, la rédaction de messages, la publication d'images ou de liens et le partage de contenu. Certaines formes de CGU peuvent être considérées comme une forme de journalisme citoyen.
L’Organisation de développement et de coopération économiques définit le CGU selon trois caractéristiques principales :
- Publication : il s’agit de contenus qui sont publiés dans un certain contexte, par exemple sur un site web (où ils sont accessibles à tous) ou à travers le réseautage social (où ils sont accessibles uniquement à un groupe de personnes).
- Créativité : un travail créatif est à la base de la production du contenu ou de la modification ou réemploi d’un contenu existant. Il peut aussi être collaboratif et donc édité par plusieurs utilisateurs. Néanmoins, la mesure de l’apport créatif dans un contenu est difficile à définir. On pourrait penser que la simple pratique du copier-coller ou de l'hyperlien constituent également l’expression de l'utilisateur.
- Pratique non professionnelle : le CGU est souvent produit en dehors des cadres professionnel et institutionnel.

En plus de ces moyens, le CGU est aussi souvent produit à l'aide de logiciels libres ou open source et protégé par de nouveaux types de droit d'auteur (par exemple, les licences Creative Commons) très flexibles, qui abaissent fortement les barrières à l'entrée et facilitent la collaboration entre des individus dispersés géographiquement.

## Production
Le CGU est aussi considéré, par ceux qui le produisent, comme un excellent moyen d'améliorer leurs compétences, s'instruire, découvrir et explorer de nouveaux domaines[réf. nécessaire].
Ces motivations sont identifiées par les plateformes et les entreprises pour inciter la production du CGU. Le marketing reconnait principalement des motivations intrinsèques et des motivations extrinsèques :
- Les motivations intrinsèques visent la recherche du bienêtre relationnel chez l’utilisateur. Les facteurs de motivation incluent la connexion avec des pairs, l'atteinte d'un certain niveau de notoriété et le désir de s'exprimer par exemple. Un autre type d’incitations sociales est l’attribution d’un statut privilégié lorsque l’utilisateur atteint un certain niveau de participation.
- Les motivations extrinsèques comprennent les récompenses matérielles à la création de CGU, notamment le paiement. On peut aussi mentionner la participation à des concours, des bons ou d’autres types de récompenses.

## Exploitation
Le CGU est une source d’information qui peut être appliquée dans plusieurs domaines. La recherche en sciences sociales peut par exemple bénéficier d'avoir accès aux publications d'un groupe d'utilisateurs pour réaliser une enquête en ligne. L’analyse d’un grand volume de données produites par le CGU nécessite un traitement informatique spécifique pour réussir à les traiter automatiquement. Les données du CGU peuvent inclure des éléments tels que les commentaires ou les likes ainsi que des métadonnées utiles d'une publication en fonction des objectifs visés par la collecte.
Le CGU est utilisé notamment dans des campagnes de marketing. Le recours publicitaire au CGU rendrait la campagne publicitaire « plus authentique » et « crédible » car ancrée dans l’expérience personnelle des utilisateurs.

## Gestion de la part des plateformes
Le CGU est extrait par les plateformes avec le consentement souvent ambigu des utilisateurs, en fonction des modalités d’acceptation de ses conditions générales d’utilisation.
Plusieurs plateformes financiarisent l’activité de ses utilisateurs de diverses manières, comme en vendant les données de leur activité ou en prenant un pourcentage du revenu engendré par les utilisateurs.
Toutefois, les plateformes ont d’autres manières de créer de la valeur qui vont au delà du CGU. Celles-ci reposent tant sur l'extraction des données que des métadonnées de l’activité des utilisateurs. Cette information permet notamment de renseigner les biens ou les services que les plateformes proposent. Le pouvoir financier des plateformes réside donc tant dans leur habilité à extraire cette valeur que dans leur capacité d’inciter l’activité croissante des utilisateurs.
Selon Antonio Casilli, les utilisateurs sont inscrits dans une relation de travail non rémunérée, éclipsée par la rhétorique de « l’envie de contribution ». Le terme travail numérique désigne cette activité souvent non rémunérée des utilisateurs qui demeure en dehors du cadre légal de l’emploi.
Selon Antonio Casilli, aux yeux de la plateforme, « il n’y a pas de différence entre moi et un travailleur du clic rémunéré à la micro-tâche. Nos deux likes ont la même signification financière pour elle. C’est pourquoi, dans le premier cas de figure comme dans le second, on parle de digital labor ». Le travail informel numérique et le travail formel peuvent donc être considérés aujourd’hui comme indissociables. Cette relation dégrade les garanties, les conditions et les acquis sociaux des travailleurs. Les plateformes on demand comme Uber ou Airbnb sont emblématiques de cette dégradation. Elles incitent ses utilisateurs à créer du CGU au delà de leurs intérêts transactionnels pour produire davantage des données.
Pour simplifier la capture de la valeur de l’activité des utilisateurs, les plateformes réduisent l’activité humaine au geste le plus irréductible, soit à un clic. Cette activité est définie dans le terme micro-travail. En effet, la standardisation des tâches du micro-travail facilite l’agencement algorithmique des données qui autrement serait difficile à réaliser due l’hétérogénéité des acteurs mis en commun (services publics, consommateurs, fournisseurs de services, publicistes, entre autres). Néanmoins, dans le cadre du micro-travail la comparaison avec le taylorisme reste à nuancer car l’objectif des plateformes est de valoriser un « écosystème » de relations au lieu de valoriser une production interne. De plus, les tâches simplifiées des plateformes ne nécessitent presque aucune qualification.

## Enjeux sur le pluralisme
L'incorporation des technologies Web 2.0 dans les sites web d'actualités a permis au CGU de gagner de la place dans le domaine du journalisme. Ceci se traduit par exemple par les commentaires sur des articles de presse rédigés par des journalistes professionnels.
Toutefois, un phénomène de concentration de l’information au sein de quelques plateformes populaires s’est produit à l'échelle mondiale.
Atteignant 1,66 milliard d'utilisateurs actifs quotidiens au quatrième trimestre 2019, Facebook est devenu la plateforme de médias sociaux la plus populaire au monde. D'autres plateformes de médias sociaux sont dominantes dans d'autres régions comme Twitter au Japon, Naver en République de Corée, Instagram (détenu par Facebook) et LinkedIn (détenu par Microsoft) en Afrique, VKontakte (VK) et Odnoklassniki en Russie et d'autres pays d'Europe centrale et orientale, WeChat et QQ en Chine.
La production d'informations à accès libre est en augmentation depuis 2012. En janvier 2017, Wikipédia comptait plus de 43 millions d'articles, presque deux fois plus qu'en janvier 2012. Cela traduit une diversification progressive du contenu et une augmentation des contributions dans des langues autres que l'anglais. En 2017, moins de 12% du contenu de Wikipédia était en anglais, contre 18% en 2012. Cependant, Graham, Straumann et Hogan affirment que l'augmentation de la disponibilité et de la diversité du contenu n'a pas radicalement changé les structures et les processus de production de connaissances. Par exemple, alors que le contenu sur l'Afrique a considérablement augmenté, une partie importante de ce contenu a continué d'être produite par des contributeurs opérant en Amérique du Nord et en Europe, plutôt qu'en Afrique elle-même. 
De plus, très souvent les plateformes qui dépendent fortement du CGU ont tendance à promouvoir l’échange entre des utilisateurs qui partagent des opinions similaires. Cela se produit car les métadonnées associées à la consommation de l’information incitent des comportements mimétiques chez les utilisateurs et les poussent à consulter et partager les mêmes contenus, quelle que soit leur qualité ou fiabilité. Cela favorise la création de communautés fermées alors que la force de ces services était censée être d’élargir les horizons et les connaissances des utilisateurs. Cette tendance a été décrite par Eli Pariser dans le phénomène des bulles de filtres.
Ces effets négatifs sur la pluralité de voix traduisent la nécessité de réguler l’activité des plateformes. Selon le blog Binaire du journal le Monde, « l’État de droit, afin de préserver nos valeurs démocratiques, doit s’assurer des standards de qualité et d’efficience de la modération mais également prévenir toute censure privée excessive ».
De plus, les femmes continuent à être sous-représentées dans les médias tant au niveau des postes de décision qu'au niveau des contenus et des sujets d’information.

## Autres implications

### Limites de durabilité
Le CGU est remis en question à cause du manque de disponibilité durable des contenus. En effet, les publications ou œuvres des utilisateurs peuvent se perdre si une plateforme ou un service de site web ferme comme en témoigne un cas chez la plateforme MySpace.
En ce sens, des efforts de collecte et archivage du CGU sont faits par les institutions publiques telles que la Bibliothèque Nationale de France qui a notamment crée les Archives de l'internet. L’archivage du web français s’inscrit depuis 2006 dans le cadre de la mission de dépôt légal de la Bibliothèque Nationale de France. Les parcours guidés dans les Archives de l'Internet constituent un bon exemple de collections constituées de CGU.

### Problèmes de qualité
Une autre dimension qui concentre des critiques est le lien entre le CGU et la prolifération de fake news. Il s’agit de contenus manipulées selon un objectif ou relayées sans vérification de la fiabilité des sources ni de la véracité des faits.
La prolifération de ce type de contenus en ligne a transformé les vieux enjeux du pluralisme nécessaires au bon fonctionnement de la démocratie. Les fake news ont par exemple influé la communication autour du Brexit ou la campagne électorale de Donald Trump.
Selon Inna Lyubareva, Fabrice Rochelandet, « loin de réguler les problèmes de qualité, les géants de l’Internet exploitent largement cette prolifération d’informations dégradées, qui alimentent les effets de réseau à la base même de la domination de leurs plateformes sur le trafic et l’accès aux contenus et services en ligne ».

### Enjeux légaux
L’évolution des technologies numériques a modifié en profondeur la façon dont les œuvres protégées sont exploitées, produites et diffusées. Les plateformes sont devenues au cours des dernières années les principaux intermédiaires d’accès aux œuvres et aux articles de presse.
La capacité des plateformes à accepter le CGU soulève un certain nombre de questions juridiques. Selon le pays, différentes législations régulent le Web 2.0. Étant donné que les utilisateurs peuvent se servir d’œuvres déposées le CGU pose des problèmes qui touchent en particulier le droit d'auteur.
Face à la ces mutations, une proposition de directive sur le droit d'auteur dans le marché unique numérique a été présentée en 2016 par la Commission européenne. Elle a été approuvée le 26 mars 2019 par le Parlement européen. Cette directive est une tentative pour équilibrer les relations entre les géants du web ou GAFAM et les auteurs, menacés par l’Internet et les médias sociaux. Pourtant, les moyens pour aboutir à concilier le respect du droit d'auteur et la liberté d'expression sont soumis à des intenses débats. En particulier, cette directive est critiquée car elle pourrait conduire à attribuer aux plateformes un pouvoir de censure automatisée comme le soutient la Quadrature du Net.
Par ailleurs, le CGU est continuellement modéré par les plateformes. Ceci implique le fait que les publications peuvent être soumises au tri et éventuellement à la suppression si elles ne respectent pas leurs critères éthiques. Cette tâche est accomplie généralement par des modérateurs sous-traités par les plateformes. La chercheuse Sarah T. Roberts a étudié le milieu de la modération et mis en lumière leurs difficiles conditions de travail. Celles-ci impliquent une confrontation systématique à des contenus choquants qui les affectent psychologiquement ainsi que de contrats précaires. Le travail des modérateurs du CGU est invisibilisé par les plateformes, qui se veulent ouvertes à l’expression de ses utilisateurs. En ce sens, Sarah T. Roberts rappelle que les plateformes ne sont pas garantes de la liberté d’expression.

## Motivation pour le contenu généré par l'utilisateur
L'utilisation de contenus générés par les utilisateurs joue un rôle prépondérant dans les efforts de marketing en ligne, en particulier chez les milléniaux,. Contrairement au contenu de marque, le CGU semble authentique parce qu'il est authentique Le contenu provenant d'utilisateurs réels est plus convaincant et a plus de poids. Il signale aux acheteurs potentiels que "des gens comme vous l'aiment déjà". Les avantages du contenu généré par les utilisateurs pour l'hébergeur de contenu sont évidents : publicité à faible coût, impact positif sur les ventes de produits et fraîcheur du contenu,,. Cependant, l'avantage pour le participant est moins direct. Il existe plusieurs théories sur la motivation des utilisateurs à contribuer à un contenu généré par l'utilisateur, allant de l'altruisme au matérialisme en passant par le social. En raison de la grande valeur du contenu généré par les utilisateurs, un certain nombre de sites utilisent des mesures incitatives pour encourager sa création. Ces incitations peuvent être classées en deux grandes catégories : les incitations implicites et les incitations explicites. Parfois, des incitations monétaires sont également proposées aux utilisateurs pour les encourager à créer un CGU passionnant et inspirant. Les incitations peuvent être classées en plusieurs catégories:
- Implicites: les incitations implicites ne reposent sur rien de tangible et sont liées à la motivation des utilisateurs à créer et à partager du contenu (UGC). Les motifs de valeur sont des objectifs externes directement liés au partage d'informations et d'opinions utiles sur un sujet pertinent pour la communauté. De même, les utilisateurs sont motivés pour résoudre un problème spécifique par les connaissances partagées d'autres utilisateurs interagissant sur des plateformes telles que YouTube, Instagram, TikTok et Twitter[32].

- Explicite: ces incitations sont liées à des récompenses tangibles. Les stimuli explicites peuvent être classés en stimuli extrinsèques et projectifs. La motivation extrinsèque s'appuie davantage sur des incitations économiques et matérielles, telles que des récompenses pour la participation à une tâche peu intériorisée et sans normes ni contraintes externes correspondantes. Les incitations directes et explicites sont facilement comprises par la plupart des gens et ont une valeur immédiate quelle que soit la taille de la communauté ; des sites tels que la plateforme d'achat canadienne Wishabi et Amazon Mechanical Turk utilisent tous deux ce type d'incitation financière de manière légèrement différente pour encourager la participation des utilisateurs. L'inconvénient des incitations explicites est qu'elles peuvent conduire l'utilisateur à être sujet à l'effet de surjustification, croyant finalement que la seule raison de sa participation est l'incitation explicite. Cela réduit l'impact d'une autre forme de motivation sociale ou altruiste, ce qui rend de plus en plus coûteux pour les hébergeurs de contenu de retenir les participants à long terme[33].